# Lucero
Lucero és un barri de Madrid integrat en el districte de Latina. Té una superfície de 167,90 hectàrees i una població de 38.931 habitants (2009). Limita al nord amb Casa de Campo, a l'oest i sud amb Aluche i a l'est amb Puerta del Ángel i Los Cármenes. Està delimitat al sud pel carrer Duquesa de Parcent, a l'oest pels carrers San Manuel i Los Yébenes, al nord pel carrer Tapia de la Casa de Campo, i a l'est pels carrers Alhambra i Huerta de Castañeda.

Conformat a partir dels anys 40 com a habitatges construïts per l'Estat per als treballadors procedents en la seva majoria de poblacions del sud i del sud-est d'Espanya, tenia com a límit la línia de ferrocarril existent en aquesta època que connectava la capital amb els pobles del sud-oest de Madrid i que discorria pel traçat actual del Carrer Sepúlveda.

## Transports
Rodalies Madrid
Es troba dins d'aquest barri l'estació de Laguna, pertanyent a la línia C-5.
Metro de Madrid
Dona servei al barri la línia 6 amb les estacions d'Estrella, Laguna i Carpetana.